# John Boozman

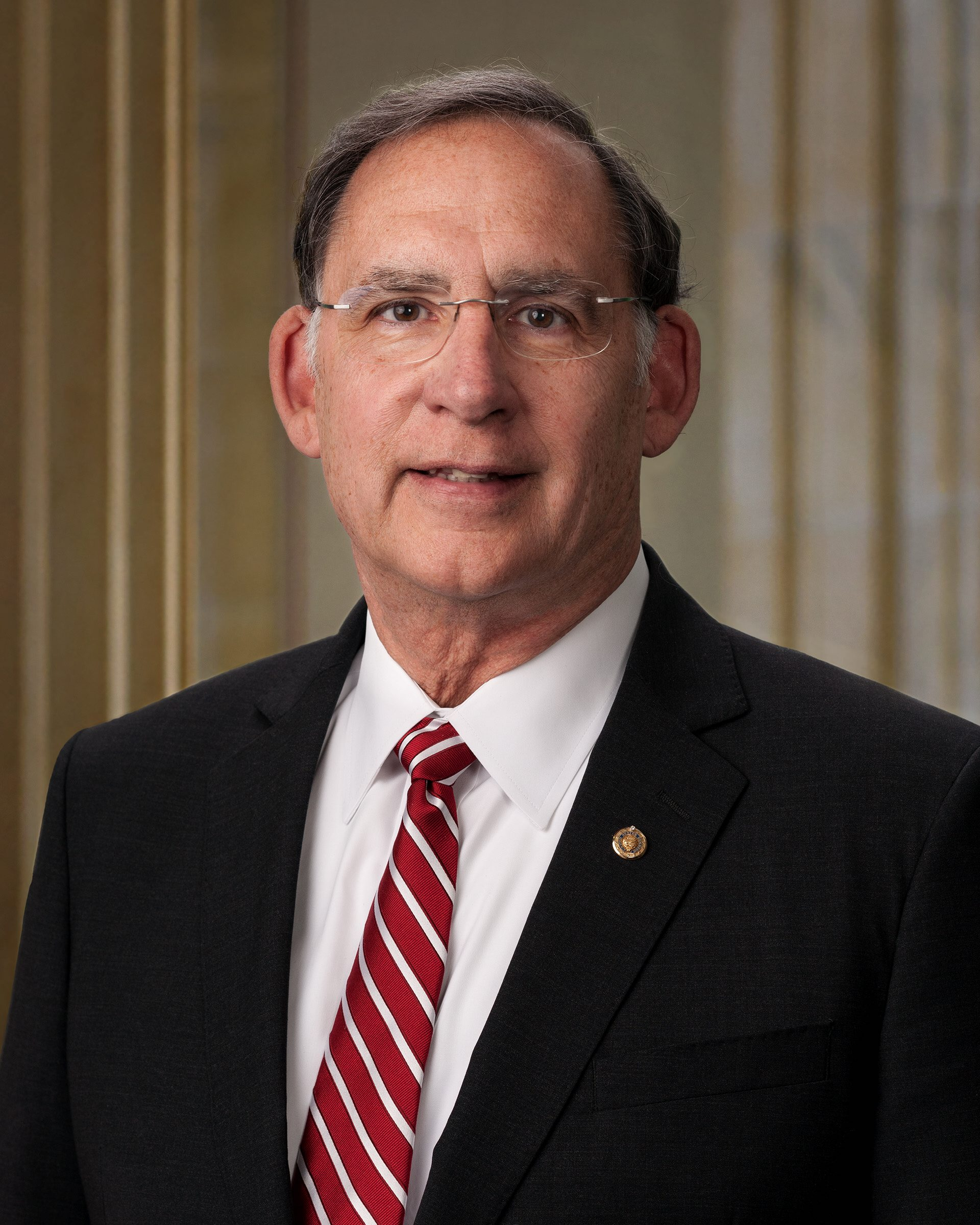
John Boozman (2017)

John Boozman (* 10. Dezember 1950 in Shreveport, Louisiana) ist ein US-amerikanischer Politiker. der Republikanischen Partei. Seit dem 3. Januar 2011 vertritt er den Bundesstaat Arkansas im US-Senat; zuvor hatte er seit 2001 dem Repräsentantenhaus der Vereinigten Staaten angehört.

## Biografie
John Boozman besuchte die Northside High School in Fort Smith und dann von 1969 bis 1972 die University of Arkansas in Fayetteville. Seinen Abschluss machte er 1977 am Southern College of Optometry in Memphis, einer Hochschule für Optometrie. In der Folge praktizierte er in diesem Beruf und war Mitbegründer einer Augenklinik in Rogers. Er betätigte sich ferner als Rancher und war Mitglied der Schulbehörde von Rogers.
Im Jahr 2001 bewarb er sich im dritten Wahlbezirk von Arkansas um ein Mandat im Kongress, das nach dem Rücktritt des Abgeordneten Asa Hutchinson vakant war. Boozman setzte sich in der Primary seiner Partei gegen Staatssenator Gunner DeLay durch und gewann dann die eigentliche Wahl mit 55,5 Prozent der Stimmen gegen den Demokraten Mike Hathorn. Er wurde in den folgenden Jahren viermal von den Wählern bestätigt, bisweilen auch ohne einen demokratischen Gegenkandidaten.
Boozman verzichtete 2010 auf eine erneute Kandidatur für das Repräsentantenhaus und bewarb sich stattdessen um die Wahl zum Senat. Hier stand die demokratische Amtsinhaberin Blanche Lincoln zur Wiederwahl an, die aufgrund schlechter Umfragewerte von vornherein sehr unwahrscheinlich war. Die Vorwahl seiner Partei entschied Boozman ungefährdet vor Jim Holt für sich, der 2004 gegen Lincoln verloren hatte. In den Umfragen vor der Wahl führte er dann konstant mit klarem Vorsprung vor der Demokratin; letztlich siegte er mit 57,9 Prozent der Stimmen und einem Vorsprung vor 20 Prozentpunkten.
Am 3. Januar 2011 übernahm Boozman den Sitz von Blanche Lincoln im Senat. Er sitzt bzw. saß dort im Landwirtschaftsausschuss, im Ausschuss für die Umwelt und öffentliche Bauten sowie im Ausschuss für Handel, Wissenschaft und Verkehr. Außerdem gehört er dem International Conservation Caucus an, einem überparteilichen Zusammenschluss von Kongressmitgliedern zum Naturschutz. Da er im Jahr 2016 in seinem Amt bestätigt wurde, vertrat er auch für die nächsten sechs Jahre seinen Staat im US-Senat. Er wurde auch 2022 wiedergewählt.
Boozman ist verheiratet und Vater von drei Töchtern. Privat lebt er mit seiner Familie in Rogers.